# پارک (کانزاس)
پارک (به انگلیسی: Park) شهری در ایالت کانزاس کشور ایالات متحده آمریکا است که جمعیت آن در سرشماری سال ۲۰۱۰ میلادی، ۱۲۶ نفر بوده‌است.